# До того как стал известен
«До того как стал известен» — дебютный студийный альбом российского видеоблогера и рэп-исполнителя из Уфы Алишера Моргенштерна, выпущенный 12 октября 2018 года на лейбле Yoola Music. В поддержку альбома Алишер отправился в концертный тур «RIP Morgenshtern Tour».

## Описание
Альбом состоит из 13 треков, переливающихся из рока в поп-панк. На альбоме отсутствуют совместные песни. Альбом является переизданием на цифровые площадки треков, которые были записаны Алишером ещё в 2017 году под никнеймом 1st July и MAMAVIRGIN. В альбом вошли треки из двух альбомов раннего творчества Алишера, Garage (31 мая 2017) и Happy B-Day (1 июля 2017).

## Продвижение
В связи с выходом альбома Алишер объявил розыгрыш цепи за 250.000 рублей и двух других призов, для участия в котором необходимо было совершить репост записи с альбомом из его группы ВКонтакте на свою страницу. За три часа было совершено около 30.000 репостов, а за сутки более 50.000, что побило предыдущий рекорд по репостам за сутки, принадлежащий рэперу LIZER, который сумел собрать 28,2 тысячи репостов за сутки.

## Отзывы
| Оценки критиков | Оценки критиков |
| Источник        | Оценка          |
| --------------- | --------------- |
| InterMedia      | [ 10 ]          |

InterMedia описали альбом как «приятный сюрприз для рецензента, когда вместо унылого матерного рэп-бубнежа из колонок донёсся энергичный ёрнический поп-панк, хотя и тоже не без мата. Как и многие молодые герои субкультур, Алишер Моргенштерн не стесняется в выражениях, не делит слова на разрешённые и запрещённые, хотя иногда ему удаётся проговорить нечто важное и без использования инвективной лексики. Немного смущает при этом полная неразборчивость в средствах: дистанция от хорошей качественной песни до тошнотворного эпатажного творения у него минимальна. Вот, скажем, „Братосын“ повествует об инцесте; музыка здесь стилистически напоминает „Бахыт-компот“, но даже отвязный Степанцов такие, хм, рискованные темы никогда не затрагивал. При этом следующим в трек-листе идёт песня „Пиво и скейтборд“, своеобразный гимн беззаботной молодёжи. И такие перепады настроения, переключения между жанрами и метания между эпатажем и милотой очень характерны для альбома».

## Список композиций
| №                   | Название              | Продюсер                  | Длительность |
| ------------------- | --------------------- | ------------------------- | ------------ |
| 1.                  | «Привет, я Алишер»    | 4Teen · Моргенштерн       | 2:31         |
| 2.                  | «Я пиздатый»          | 4Teen · Моргенштерн       | 1:53         |
| 3.                  | «Если я спал с тобой» | Моргенштерн               | 3:35         |
| 4.                  | «Мы так молоды»       | 4Teen · Моргенштерн       | 2:37         |
| 5.                  | «Кисоньке»            | 4Teen · Моргенштерн       | 2:48         |
| 6.                  | «Братосын»            | 4Teen · Моргенштерн       | 3:21         |
| 7.                  | «Пиво и скейтборд»    | Моргенштерн               | 3:35         |
| 8.                  | «Молодость»           | Моргенштерн               | 2:13         |
| 9.                  | «Я хороший»           | Моргенштерн · Yung Trappa | 3:01         |
| 10.                 | «Когда буду умирать»  | 4Teen · Моргенштерн       | 4:03         |
| 11.                 | «Сон»                 | Моргенштерн               | 3:11         |
| 12.                 | «Я бы хотел»          | 4Teen · Моргенштерн       | 2:39         |
| 13.                 | «Танцуй»              | Моргенштерн               | 3:44         |
| Общая длительность: | Общая длительность:   | Общая длительность:       | 39:11        |